# Copa Pan-Americana de Voleibol Feminino Sub-21
Copa Pan-Americana de Voleibol Feminino Sub-21 é uma competição continental realizada pela União Pan-Americana de Voleibol (UPV). Começou a ser disputada no ano de 2011, no Peru, sendo esse o primeiro campeão.

## Histórico
A primeira edição da competição ocorreu no ano de 2011, na cidade de Lima, no Peru. Com a impossibilidade da seleção argentina em chegar ao local, devido a problemas climáticos, somente sete equipes disputaram o título. A seleção peruana tornou-se a primeira campeã da competição ao vencer em quatro sets a República Dominicana; na disputa pelo bronze, a seleção de Cuba derrotou o México pelo mesmo placar.
Em 2013, oito equipes participaram, 5 da NORCECA e 3 da CSV. Nesse ano, as equipes foram dividas em dois grupos: i) grupo A, com as seleções já classificadas para o Mundial Sub-20 de 2013; ii) grupo B, com as seleções que estavam buscando a última vaga para o torneio. A seleção de Porto Rico classificou-se, pois terminou a fase classificatória em primeiro lugar. Na final, a seleção dominicana voltou a perder o título; na ocasião, para a equipe mexicana. Ganhador da primeira edição, o Peru caiu perante a Colômbia na disputa pelo bronze.
A terceira edição, realizada na República Dominicana, teve como campeãs as donas da casa, enfrentando as argentinas na final. Já a medalha de bronze ficou com o Chile, que derrotou o México. Participaram em 2015 apenas seis equipes: Chile, México, Nicarágua e Costa Rica, além das finalistas mencionadas. A competição apresentou um nível técnico contestável, uma vez que equipes mais fortes como o Brasil, os Estados Unidos, o Peru e Cuba não se interessaram em participar. As únicas equipes de facto juvenis foram as da República Dominicana e do Chile; essa última considerada, à época, uma equipe fraca até mesmo a nível sul-americano. A Argentina foi capaz de chegar à final da competição mesmo com uma equipe inteiramente infanto-juvenil, que inclusive conseguiu no mesmo ano ser campeã da Copa Pan-Americana Sub-18. Assim como as argentinas, as seleções da Nicarágua e da Costa Rica enviaram atletas de categorias inferiores; o México, por sua vez, foi representado pela seleção da Baja California.
A edição de 2017 foi marcada pela estreia da seleção dos Estados Unidos, que se consagraram campeões de forma invicta. Mais uma vez chegando à final, a seleção argentina contentou-se com a medalha de prata. A seleção de Cuba, por sua vez, conquistou mais um bronze ao bater o seu rival caribenho Porto Rico. Tal edição poderia ter sido considerada a mais competitiva até aquele momento se não fosse a ausência das seleções do Brasil e do México, que à época já haviam conquistado a classificação para o mundial da categoria. Em busca de uma vaga para o Campeonato Mundial Sub-20, nove seleções foram divididas em três grupos de três. Classificaram-se os dois finalistas, adquirindo a vaga oferecida para o melhor representante da NORCECA e o melhor representante da CSV. A norte-americana Thayer Hall foi eleita a MVP, enquanto a líbero argentina Valentina González foi a maior vencedora de prêmios individuais, três ao todo: melhor líbero, melhor recepção e melhor defesa.
Após oito anos, a competição retorna à capital peruana, reunindo sete equipes em busca do título: Cuba, República Dominicana, Peru, Porto Rico, Chile, Honduras e Guatemala. A seleção cubana conquistou o torneio de maneira invicta, ao bater a sua arquirrival caribenha no tie break. Por sua vez, as anfitriãs garantiram o bronze, e segunda medalha do país na competição, ao derrotarem Porto Rico pelo placar mínimo. A cubana Ailama Cese, além de figurar como a maior pontuadora, foi nomeada a melhor ponteira e MVP.

## Quadro de medalhas
| Ordem | País                 | Medalha de ouro | Medalha de prata | Medalha de bronze |   |
| ----- | -------------------- | --------------- | ---------------- | ----------------- | - |
| 1     | Estados Unidos       | 2               | 0                | 0                 | 2 |
| 2     | República Dominicana | 1               | 3                | 0                 | 4 |
| 3     | Cuba                 | 1               | 0                | 2                 | 3 |
| 4     | México               | 1               | 0                | 1                 | 2 |
| 4     | Peru                 | 1               | 0                | 1                 | 2 |
| 6     | Argentina            | 0               | 3                | 0                 | 3 |
| 7     | Chile                | 0               | 0                | 1                 | 1 |
| 7     | Colômbia             | 0               | 0                | 1                 | 1 |

## MVPs por edição
- 2011 -  Daniela Uribe[18]
- 2013 -  Alejandra Isiordia[19]
- 2015 -  Gaila González[20]
- 2017 -  Thayer Hall[21]
- 2019 -  Ailama Cese[22]
- 2022 -  Merrit Beason